# Amestris (dotter till Artaxerxes II)
Amestris, död 300-talet f.Kr., var en persisk prinsessa och drottning ur akamenidernas dynasti, dotter och hustru till Artaxerxes II. 
Hon var dotter till kung Artaxerxes II. Hennes far trolovade henne med Tiribazos, men bröt trolovningen och gifte sig med henne själv. Han ersatte Tiribazos med sin andra dotter Atossa, men bröt sedan även denna trolovning och gifte sig även med denna dotter. Detta orsakade en konflikt med Tiribazos. 